# Bryan Hughes
Bryan Hughes (ur. 19 czerwca 1976 w Liverpoolu) – angielski piłkarz grający na pozycji pomocnika.
Hughes karierę zaczynał w wieku 18 lat w Wrexham. Po trzech latach gry został kupiony za 800 tysięcy funtów przez Birmingham City. W tym klubie rozegrał 291 meczów i strzelił 42 gole. W 2004 roku podpisał trzyletni kontrakt z Charltonem. Od 29 czerwca 2007 do 2010 roku był zawodnikiem Hull City. W 2009 roku przebywał na wypożyczeniu w Derby County. W styczniu 2011 roku trafił na cztery miesiące do Grimsby Town, a od maja tego samego roku jest graczem islandzkiego Vestmannaeyja.